# (10328) 1991 GC1
A (10328) 1991 GC1 a Naprendszer kisbolygóövében található aszteroida. Eleanor F. Helin fedezte fel 1991. április 10-én.

## Kapcsolódó szócikk
- Kisbolygók listája (10001–10500)